# Victor Sikora
Victor Tadeusz Sikora (Deventer, Overijssel, Países Bajos, 11 de abril de 1978) es un futbolista neerlandés. Juega de delantero y su actual equipo es el Perth Glory de la A-League de Australia. 

## Trayectoria
Sikora comenzó su carrera en 1994 con el Go Ahead Eagles disputando algunos años la segunda división de su país. En 1999 volvió a la Eredivisie después de fichar por el Vitesse Arnhem y tuvo tres buenas temporadas en este equipo lo que hizo que fichase por el Ajax Ámsterdam. En este equipo ganó dos ligas, una copa y una supercopa de los Países Bajos.

## Selección nacional
Ha sido internacional con la Selección de fútbol de los Países Bajos en 6 ocasiones, la primera ante Turquía en febrero de 2001 y la última en 2002 ante la Selección de fútbol de los Estados Unidos.

## Clubes
| Temporada | Club            | País           | Competición          | Partidos | Goles |
| --------- | --------------- | -------------- | -------------------- | -------- | ----- |
| 1994/95   | Go Ahead Eagles | Países Bajos   | Eredivisie           | 1        | 0     |
| 1995/96   | Go Ahead Eagles | Países Bajos   | Eredivisie           | 14       | 1     |
| 1996/97   | Go Ahead Eagles | Países Bajos   | Gouden Gids Deivisie | 32       | 8     |
| 1997/98   | Go Ahead Eagles | Países Bajos   | Gouden Gids Deivisie | 31       | 12    |
| 1998/99   | Go Ahead Eagles | Países Bajos   | Gouden Gids Deivisie | 29       | 13    |
| 1999/00   | Vitesse         | Países Bajos   | Eredivisie           | 28       | 8     |
| 2000/01   | Vitesse         | Países Bajos   | Eredivisie           | 27       | 9     |
| 2001/02   | Vitesse         | Países Bajos   | Eredivisie           | 29       | 3     |
| 2002/03   | AFC Ajax        | Países Bajos   | Eredivisie           | 17       | 2     |
| 2003/04   | AFC Ajax        | Países Bajos   | Eredivisie           | 27       | 5     |
| 2004/05   | Heerenveen      | Países Bajos   | Eredivisie           | 19       | 1     |
| 2005/06   | NAC Breda       | Países Bajos   | Eredivisie           | 13       | 0     |
| 2006/07   | NAC Breda       | Países Bajos   | Eredivisie           | 11       | 1     |
| 2007/08   | NAC Breda       | Países Bajos   | Eredivisie           | 22       | 2     |
| 2008      | FC Dallas       | Estados Unidos | Major League Soccer  | 6        | 1     |
| 2008      | Perth Glory     | Australia      | A-League             | 1        | 0     |
| Total     |                 |                |                      | 300      | 65    |

## Palmarés

### Campeonatos nacionales
| Título                        | Club           | País         | Año  |
| ----------------------------- | -------------- | ------------ | ---- |
| Eredivisie                    | Ajax Ámsterdam | Países Bajos | 2002 |
| Supercopa de los Países Bajos | Ajax Ámsterdam | Países Bajos | 2002 |
| Copa de los Países Bajos      | Ajax Ámsterdam | Países Bajos | 2002 |
| Eredivisie                    | Ajax Ámsterdam | Países Bajos | 2004 |